# Fráguas (Rio Maior)
Fráguas is een plaats (freguesia) in de Portugese gemeente Rio Maior en telt 1039 inwoners (2001).